# Кладенец Сан Патрицио
Кладенецът „Сан Патрицио“ (на италиански: Pozzo di San Patrizio – Кладенец на свети Патрик) е исторически кладенец в град Орвието, регион Умбрия, Италия.
Построен е от архитекта Антонио да Сангало Млади в периода 1527 – 1537 г. по поръчение на папа Климент VII. Папата, избягал в Орвието след разграбването на Рим през 1527 г., се опасява, че наличните източници на вода няма да са достатъчни при дълготрайна обсада на града. Завършен е при папа Павел III.
Дълбочината на кладенеца е 53 метра, а диаметърът при основата е 13,4 м. Наименованието е вдъхновено от навлизането в дълбочина към чистота във вярването, че пещерата на свети Патрик (известна като „Чистилище на свети Патрик“) в Ирландия (графство Донигал), посочена му от Христос, е дала достъп до Чистилището.
За слизане до водата в кладенеца са построени едно срещу друго 2 независими спираловидни стълбища, изсечени в скалата по стените му, за да не се пресичат пътищата на слизащите и качващите се. Стълбищата се състоят от 248 стъпала всяко, осветени са от естествена светлина чрез 70 прозореца към цилиндричния отвор.
Надписът на кладенеца е на италиански: QUOD NATURA MUNIMENTO INVIDERAT INDUSTRIA ADIECIT (Което природата не предоставя, го дава индустрията).